# Пропаганди (група)
„Пропаганди“ (на английски: Propagandhi) е пънк рок и хардкор пънк група от град Уинипег, провинция Манитоба, Канада.
Групата е създадена в гр. Портидж ла Преъри (Portage la Prairie), провинция Манитоба през 1986 г., съществува и до днес.

## Албуми
- How to Clean Everything (Как да изчистиш всичко) (Fat Wreck Chords, 1993)
- Less Talk, More Rock (По-малко говорене, повече рок) (Fat Wreck Chords, 1996)
- Today's Empires, Tomorrow's Ashes (Днешните империи утрешната пепел (Fat Wreck Chords/G7 Welcoming Committee Records, 2001)
- Potemkin City Limits ((Fat Wreck Chords/G7 Welcoming Committee Records, 2005)